# Constitution de l'État d'Angaur
Lire en ligne

Voir sur wikisource (fr)

La constitution d'Angaur est le texte fondamental de l'État d'Angaur, aux Palaos.

## Contenu
La constitution angauraise est divisée en 15 parties : un préambule et 14 articles, ces derniers étant divisés en section.
L'article I définit le territoire de l’État comme se composant de l'île d'Angaur et de deux lieux traditionnels : Lukes et Olimtemutel Riou Er Ngeaur. L'article prévoit également que, une fois le gouvernement constitué, celui-ci négociera la frontière de l’État avec l'État de Peleliu au nord, dans le passage d'Angaur.
L'article II établit la supériorité de la constitution d'Angaur dans le droit angaurais. L'article reconnait également la supériorité de la constitution des Palaos, que la constitution angauraise doit respecter.
L'article III établit une citoyenneté d'Angaur. Angaur se distingue ainsi de Hatohobei, Peleliu et Sonsorol qui ne créent pas de citoyenneté mais le statut de  « personne de [l’État] » (par exemple, une personne de Peleliu).
L'article IV renvoie aux droits fondamentaux et traditionnels des articles IV et V de la constitution des Palaos et prévoit également la possibilité pour l'Olbiil Era Ngeaur d'y mettre des limitations.
Les articles V et VI concernent la responsabilité du gouvernement et le suffrage respectivement. L'article VII définit les branches de l’État.
La législature d'Angaur, l'Olbiil Era Ngeaur, est établie par l'article VIII, section 1. Elle est composée de neuf membres élus pour un mandat de deux ans.
Le pouvoir exécutif est confié au gouverneur d'Angaur, élu pour un mandat de deux ans.
Le pouvoir judiciaire intègre le système judiciaire angaurais dans le système judiciaire intégré des Palaos. L’État se réserve toutefois le droit d'établir un système judiciaire indépendant.
La constitution établit, à l'article XI, le trésor de l’État et réglemente les finances de l’État.
L'article XII, titre A dispose que les langues officielles de l’État sont : le paluan (dont le dialecte angaurais), qui est également la langue traditionnelle ; l'anglais et le japonais. En cas de conflit entre les versions anglaise et paluane de la constitution, la version anglaise prévaut.
Le titre B de l'article XII porte sur le droit de préemption et l'acquisition de la propriété par l’État.
L'article XII, titre C interdit à toutes les composantes de l’État d'Angaur de faire sécession, tandis que le titre D autorise l'annexion par l’État de territoires faisant historiquement ou traditionnellement partie d'Angaur.
Le titre E comporte des dispositions spéciales relatives aux substances dangereuses.
Enfin, les articles XIII et XIV sont relatifs aux amendements et à la période de transition.

## Sources

## Compléments